# 首藤もと子
首藤 もと子（しゅとう もとこ）は、日本の国際政治学者。専門は国際関係論。筑波大学名誉教授。グローバル・ガバナンス学会副会長。

## 人物・経歴
一橋大学大学院博士課程を経て、1994年博士（法学）。筑波大学大学院人文社会科学研究科国際政治経済学専攻教授を務め、2002年から岡崎嘉平太国際奨学財団委員。2014年から筑波大学国際地域研究専攻長兼国際政治経済学専攻長。2018年筑波大学名誉教授。2019年日本国際政治学会奨励賞審査委員長。2022年グローバル・ガバナンス学会副会長。専門は東南アジアの国際関係、インドネシアの政治外交、東アジアの国際労働移動。

## 著作

### 著書
- 『インドネシアーナショナリズム変容の政治過程』勁草書房 1993年
- 『The civil society project: a Philippine report』University of Tsukuba 2008年
- 『東南・南アジアのディアスポラ』（編著）明石書店 2010年
- 『移住労働とディアスポラ政策 : 国境を越える人の移動をめぐる送出国のパースペクティブ』（明石純一編著, 小川玲子, 安里和晃, 馬文甜, 手塚沙織, 青木元, 人見泰弘, 鹿毛理恵, 櫻間瑞希, 佐々木優香と共著）筑波大学出版会 2022年

### 編書
- 『グローバル・ガヴァナンス論 = GLOBAL GOVERNANCE』（吉川元, 六鹿茂夫, 望月康恵と共編）法律文化社 2014年
- 『グローバル・ガバナンス学Ⅱ 主体・地域・新領域』（渡邊啓貴, 福田耕治と共同責任編集）法律文化社 2018年

### 訳書
- マイケル・リーファー著『インドネシアの外交 : 変化と連続性』勁草書房 1985年
- ロシハン・アンワル編『シャフリル追想 : 「悲劇」の初代首相を語る』（小林寧子と共訳）井村文化事業社 1990年